# Иллирический гусарский полк
Иллирический гусарский полк — кавалерийская воинская часть Русской императорской армии.

## История
Сформирован 24 декабря 1776 года из южных славян и выходцев из Турции и Австрии и поселён в Новой Сербии для несения кордонной службы.
В 1777 году подвергся нападению черкесов близ Темрюка.
28 июня 1783 обращён на создание Павлоградского конно-егерского полка.

## Известные люди, служившие в полку
- Шевич, Иван Георгиевич, генерал-лейтенант